# Coenosia albicoxa
Coenosia albicoxa är en tvåvingeart som beskrevs av Stein 1918. Coenosia albicoxa ingår i släktet Coenosia och familjen husflugor. Inga underarter finns listade i Catalogue of Life.